# Fiordo de Drammen
El fiordo de Drammen (en noruego: Drammensfjord) es un pequeño fiordo de Noruega que se abre al Ytre Oslofjord en su lado oeste y que extiende unos 30 km en el continente en dirección norte y noreste. El río Drammenselva —el tercero por cuenca del país—desemboca en la cabeza del fiordo y el municipio y la ciudad de Drammen, que llevan el nombre del fiordo, también se encuentra en sus riberas. La ciudad es el centro de la Drammensregion, quinta área metropolitana más grande de Noruega con 147.600 habitantes en el año 2010. El fiordo permanece abierto al tráfico marítimo todo el año, requiriendo el uso de rompehielos en invierno.
La mayoría del fiordo se encuentra dentro del condado de Buskerud, pero su extremo oeste y suroeste se encuentra en el condado de Vestfold. La alargada lengua de tierra localizada en el lado este del fiordo se llama Hurumhalvøya  o península de Hurum, y separa el fiordo de Drammen del fiordo de Oslo.
El fiordo se reduce a un estrecho entre Svelvik (en Vestfold, en la ribera oeste) y Verket (en Hurum, en la ribera  este). El estrecho es atravesado por un transbordador de automóviles. Este estrangulamiento, de unos 200 m de anchura y 10 m de profundidad, junto con la afluencia de agua dulce del Drammenselva (300 m³/s), propicia que el agua en el interior del fiordo al norte del estrecho sea agua salobre. En la superficie el agua es bastante fresca, lo que resulta en zonas de baño libres de medusas, mientras que en profundidad el agua tiene una mayor concentración de sal, con peces de agua salada como el bacalao, abadejo, lenguado y caballa. También se encuentran en el fiordo, entre 10 y 20 metros de profundidad, arrecifes de coral muerto. La profundidad máxima del fiordo al norte del estrecho es de 117 metros.
Durante varias décadas el fiordo de Drammen ha estado contaminado. Las aguas residuales y los vertidos industriales de las industrias de Drammen se han corregido de manera que el agua está ahora mucho más limpia. De nuevo se encuentran en sus aguas, así como en el Drammenselva, el salmón y la trucha de mar.

## Historia
En los antiguos tiempos nórdicos el fiordo de Drammen se conocía con el nombre de Dramn o Drofn, que significa aguas brumosas. En las sagas nórdicas Snorri Sturluson dice que Olaf II el Santo se ocultó de Canuto el Grande en un fiordo que se llamaba Dramn. En esa época, el agua estaba 4-5 metros más alta y el fiordo llegaba hasta Hokksund.